# Пасечник, Владислав Витальевич
Па́сечник, Владисла́в Вита́льевич (р. 18 августа 1988, Барнаул) — русский писатель, публицист и критик, кандидат искусствоведения.
Лауреат независимой литературной премии «Дебют» (2011) за повесть «Модэ», посвящённую эпохе раннего железного века в Западной Сибири.

## Биография
В. В. Пасечник родился 18 августа 1988 года в городе Барнауле Алтайского края. С детства он увлекался древней историей и мифологией. В 2005—2011 году обучался в Алтайской государственной педагогической академии (на момент поступления — Барнаульский государственный педагогический университет), публиковался в местных литературно-краеведческих изданиях, например, «Барнаул», «Алтай» и др.
Во время обучения в университете также участвовал в археологических экспедициях, проводимых на территории Алтайского края и Республики Алтай, что оказало сильное влияние на его творчество.
В 2008 году впервые принял участие во всероссийском форуме молодых писателей фонда СЭИП, проводимом в пансионате «Липки». Благодаря участию в этом мероприятии, В. В. Пасечник получил возможность публиковать свои произведения в крупных журнальных изданиях как России, так и зарубежья.
Неоднократно принимал участие в конкурсной программе премии «Дебют», дважды входил в long-list (2008, 2010). Наконец, в 2011 году он вошёл в short-list и стал лауреатом вышеупомянутой премии в номинации «Крупная проза» за повесть «Модэ».